# Дом-пагода

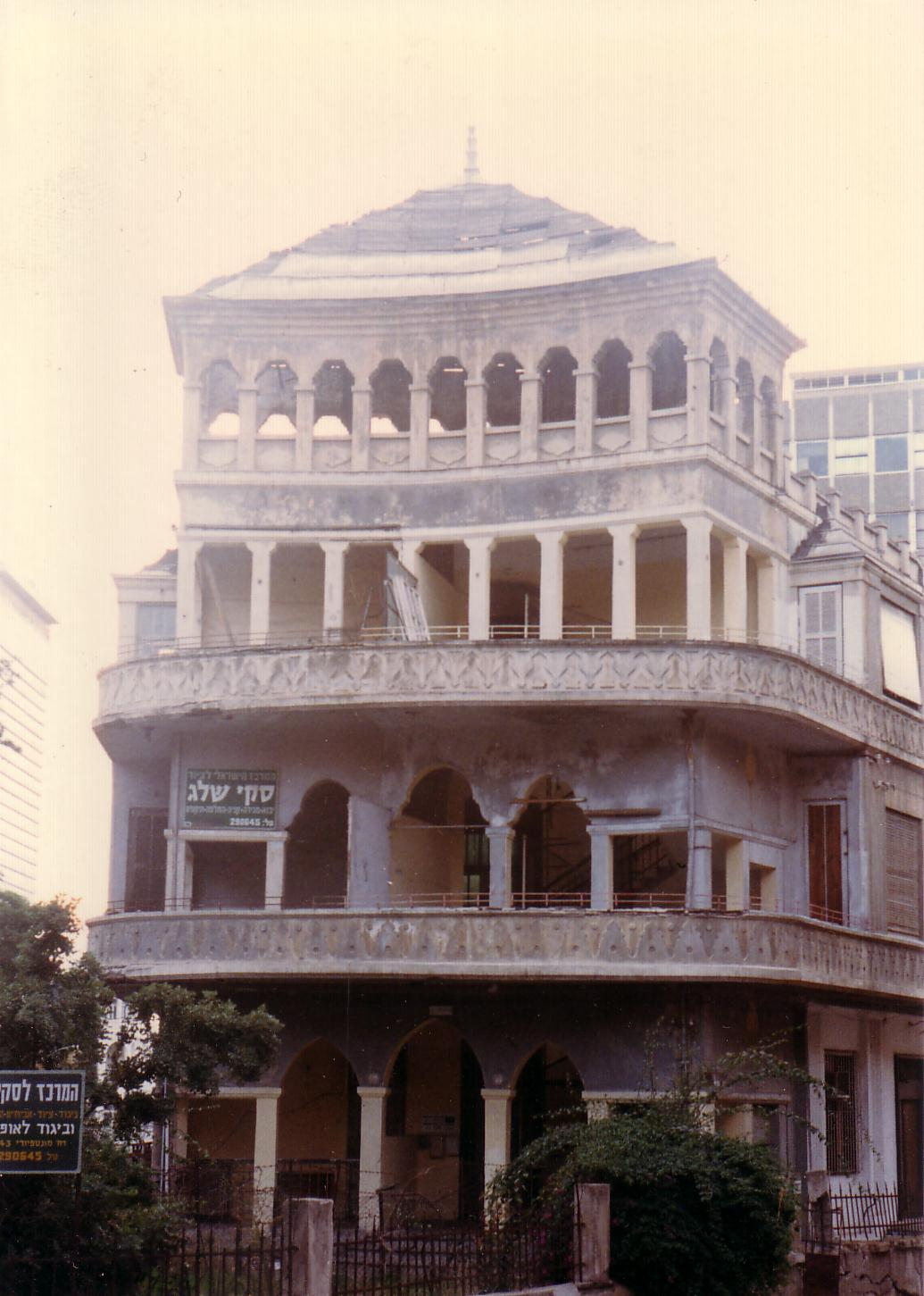
Дом-Пагода до реставрации, 1988 год

Дом-Пагода (ивр. בית הפגודה‎, Бейт ха-Пагода) — одно из самых известных зданий Тель-Авива. Здание находится на площади Короля Альбертa I, на пересечении улиц Монтефиори, Нахмани, Мелчетт и Бецалель Яфе. История Дома-Пагоды являет собой часть истории репатриантов третьей Алии (1924—1929).

## История
Дом получил своё название из-за наклонной формы его крыши, которая напоминает японскую пагоду. Дом построил себе в 1925 году Морис (Моше Давид) Блох, зажиточный вдовец, который эмигрировал в Америку в начале XX века и репатриировался в Израиль в конце Первой мировой войны. Дом был спроектирован архитектором Александром Леви. Но по рассказам очевидцев проект дома не удовлетворил Блоха и его американские друзья порекомендовали ему американского архитектора японского происхождения. Архитектор начертил дом, но он не учел, что в Тель-Авиве положено добавлять балконы. И поэтому муниципалитет города отверг этот проект. Вынужденно проект вернулся на стол Александра Леви, и он улучшил его, добавив балконы.
В 1935 году в доме был смонтирован первый в Тель-Авиве пассажирский лифт, своего рода клеть, которая находится между лестничными пролетами. Лифт установил молодой инженер-электрик, репатриант из Южной Африки, Иегуда Гезунтхайм. Шахту лифта выкопал и забетонировал инженер Якоб Оренштейн.
В тот же год в доме была установлена центральная система отопления, которая заменила дровяное отопление, которая служила 10 лет для отопления дома и подогрева воды.
В доме было три этажа. На первом жили родственники Блоха. В дальнейшем там жил заведующий редакции газеты «га-Арец» Шаблов. Блох-вдовец проживал на втором этаже, в южном крыле, окна которого выходили на улицу Монтефиори. На балконе Блох имел обыкновение вывешивать три флага — Соединённых Штатов Америки, Великобритании и Сионистской организации. На том же этаже проживала сиделка, которая ухаживала за ним. При продаже дома Блох поставил условие, что она сможет жить в этот доме до конца своих дней. В 30-х годах на третьем этаже здания разместилось польское консульство. Консул д-р Дов Хаузнер (отец Гидеона Хаузнера, прокурора на судебном процессе Эйхмана) жил там же, в другом крыле здания. Тогда на крыше здания поставили флюгер в виде петуха, символизирующий правительство Ю. Пилсудского. По окончании войны жители консульства покинули дом. После них здесь поселились две семьи: семья д-ра Хаята, который был пластическим хирургом и семья д-ра Вольфа, одна из дочерей которого вышла замуж за промышленника Стефа Вертхаймера.
Кроме трёх этажей имелся также двор, в котором в 1937 году Мендель Штейнер открыл цветочный магазин. И был также погреб, который служил бомбоубежищем во Вторую мировую войну. В 1942 Блох скончался, флаги были убраны, дом поменял хозяев. В нём появились маленькие конторы и мастерские. И «Дом грёз» начал приходить в упадок. В 60-е годы госпоже Мандельбаум, которая проживала на первом этаже, позволили разместить синагогу в своей квартире. Госпожа Мандельбаум была последней из жильцов, проживающих в 2000 году.
Здание пришло в упадочное состояние и в 90-х было выкуплено известным тель-авивским строительным подрядчиком Яковом Пеледом за 6 миллионов долларов. В следующие годы оно оставалось в том же состоянии (у подрядчика не было денег на реконструкцию), пока его не выкупил шведский бизнесмен-миллиардер Роберт Вайл. Он вложил в реконструкцию около 90 миллионов долларов и превратил его в шикарную виллу в центре города. В доме 4 этажа. В подвале — кинозал, винный погреб и технический отсек огромных размеров (полностью компьютеризированный), который управляет всеми системами дома. На первом этаже — бассейн и массажный салон. Хозяин не живёт весь год в своём доме. Он приезжает только на Рождество. Когда он находится в Израиле, вывешиваются шведский и израильский флаги. Во все остальное время в доме проживает еврейская семья, которая ответственна за поддержание чистоты и исправности дома.

## Архитектура
Три арки фасада второго этажа как три нефа кафедрального собора приглашают в раннее средневековье христианских базилик. Над ними, на третьем этаже – строгие дорические колонны греческого храма. Ещё выше – открытый павильон, окруженный прямоугольными столбами со стрельчатыми арками в мавританском стиле. Всё это увенчано ступенчатой пирамидой, силуэтом напоминающую японскую пагоду, отсюда и название всего дома. Фасад, выходящий на площадь, соединяет два самостоятельных крыла, параллельных улицам Монтефиори и Нахмани.
Здание напоминает пагоду только на первый взгляд: кроме буддистских в нём присутствуют и восточные мотивы, есть и модерн. Идейная целостность в постройках подобного типа не преследуется, главное предназначение такой мешанины - демонстрация шика и роскоши.
Здания подобного типа были популярны в те годы[какие?] в Америке, иногда возводятся и новые в таком стиле (в частности, в Лас Вегасе).

## Источник
- Йоси Гольдберг, Шула Видрих,д-р Ирит Амит-Коэн. Тель-Авив. Обнаруженный город = תל-אביב.עיר גלויה. — Ахиасаф и Опус, 2009. — P. 188-192. — 302 p. — ISBN 37-1790. Архивировано 6 марта 2016 года.

## Внешние ссылки
- Бейт ха-Пагода, Сайт архива муниципалитета Тель-Авива
- Еврейская пагода (недоступная ссылка), портал jewish.ru
- Дом Пагода в Тель Авиве, блог LookAtIsrael.com

1. ↑  https://sites.google.com/a/tlv100.net/tlv100/lev_tlv/%D7%91%D7%99%D7%AA-%D7%94%D7%A4%D7%92%D7%95%D7%93%D7%94-%D7%91%D7%99%D7%AA-%D7%9E%D7%95%D7%A8%D7%99%D7%A1-%D7%91%D7%9C%D7%95%D7%9A